# Riddarsvärdet
Riddarsvärdet är den nionde boken i författaren Kim Kimselius serie om Theo och Ramona och gavs ut 2008. Handlingen utspelar sig under riddartiden i Frankrike.